# Walter Hurley
Walter Allison Hurley (ur. 30 maja 1937 w Fredericton w Kanadzie) – amerykański duchowny katolicki pochodzenia kanadyjskiego, biskup Grand Rapids w metropolii Detroit w latach 2005-2013. 

## Życiorys
Szkołę podstawową i średnią ukończył w rodzinnej Kanadzie. w roku 1955 przeprowadził się do Detroit. Tam ukończył seminarium duchowne i 5 czerwca 1965 otrzymał święcenia kapłańskie z rąk przyszłego kardynała Johna Deardena. W roku 1972 po raz pierwszy został proboszczem parafii. Abp Szoka skierował go na dalsze studia na Katolicki Uniwersytet Ameryki, który ukończył licencjatem z prawa kanonicznego. Po powrocie do Detroit był wikariuszem sądowym w trybunale archidiecezjalnym i moderatorem kurii (lata 1988-1990). Następnie został proboszczem w Famington i prałatem honorowym Jego Świątobliwości. Od 1994 członek Zakonu Rycerskiego Grobu Bożego w Jerozolimie.
7 lipca 2003 otrzymał nominację na biskupa pomocniczego Detroit ze stolicą tytularną Chunavia. Sakry udzielił mu kardynał Adam Maida. Odpowiedzialny był za płn.-zach. część archidiecezji. 21 czerwca 2005 mianowany ordynariuszem Grand Rapids; ingres odbył się 4 sierpnia 2005.
18 kwietnia 2013 papież Franciszek przyjął jego rezygnację z urzędu złożoną ze względu na wiek.
W latach 2018–2019 pełnił funkcję administratora sede vacante Saginaw.
Od 2020 roku natomiast pełni funkcję administratora sede vacante Gaylord.